# 輔助函數
在數學上，輔助函數（auxiliary functions）是超越數論中重要的建構物。這些函數出現在這類領域多數的證明中，並具有特定且理性的性質，如在許多論證中，這類函數會等於零，或者會有高次值等於零的點。

## 定義
輔助函數並非一類嚴格定義的函數，而更多是特別建構出來，或至少被證明存在，並被引用來顯示某些假設會導出矛盾，或證明問題中的結果的函數。為了證明結果而在證明過程中建構某個函數的作法，並不僅限於超越數論的研究，然而「輔助函數」一詞通常都用以描述在超越數論的情境下建構出來的這類函數。

## 特定例子

### 劉維爾的超越數條件
由於上述的命名常規之故，因此可藉由簡單地檢視超越數論的最早結果，認為輔助函數和超越數的研究同時出現。輔助函數最早的結果之一就是劉維爾對於超越數存在性的證明，在其中，他證明了說劉維爾數這類數字是超越數。他藉由發現這類數滿足的超越數條件證明此點。在給出這樣的條件時，他首先從一般的代數數{\displaystyle \alpha }開始，並找出這些數字必須滿足的條件。他用來證明這條件的輔助函數就是{\displaystyle \alpha }的極小多項式，而這多項式即是滿足{\displaystyle f(\alpha )=0}的整係數不可約多項式。這多項式可用以估計{\displaystyle \alpha }可多好地為有理數{\displaystyle p/q}所估計，特別地，在{\displaystyle \alpha }的次數{\displaystyle d}至少為2的狀況下，他證明了說
{\displaystyle \left|f\left({\frac {p}{q}}\right)\right|\geq {\frac {1}{q^{d}}}}
此外，他利用了中值定理證明說存在一個取決於{\displaystyle \alpha }的常數{\displaystyle c(\alpha )}，使得下式成立：
{\displaystyle \left|f\left({\frac {p}{q}}\right)\right|\leq c(\alpha )\left|\alpha -{\frac {p}{q}}\right|}
將這些結果結合，就可得到一個代數數必須滿足的性質，因此任何不滿足這條件的數，都必然是超越數。
劉維爾證明中用到的輔助函數非常簡單，就單單是會在給定的代數數處消失的多項式。這樣的性質一般是輔助函數所要滿足的性質，也就是這函數會在特定點消失或變得非常小，而將這點與「這些函數在這樣的點不能消失或變得非常小」這假設相結合，就可得出結果。

### 傅立葉對e不是有理數的證明
另一個早期且簡單的例子，出現於傅立葉對{\displaystyle e}不是有理數的證明中，盡管所用的表記使這件事實不顯著。傅立葉的證明使用了指數函數的冪級數：
{\displaystyle e^{x}=\sum _{n=0}^{\infty }{\frac {x^{n}}{n!}}.}
在截取此冪級數的一些項，如{\displaystyle N+1}項後，可得出一個次數為{\displaystyle N}的有理係數多項式，而這多項式在一定意義上會接近{\displaystyle e^{x}}。特別地若檢視以餘項定義的輔助函數
{\displaystyle R(x)=e^{x}-\sum _{n=0}^{N}{\frac {x^{n}}{n!}}}
那這作為指數多項式的函數的值，在{\displaystyle x}很小時就當趨近於零。若{\displaystyle e}是一個有理數，那麼在{\displaystyle x=1}的情況下，{\displaystyle R(1)}也應當是個有理數；而傅立葉藉由消去所有可能分母的方式，證明了{\displaystyle R(1)}不可能是有理數。因此{\displaystyle e}不可能是有理數。

### 埃爾米特對er不是有理數的證明
埃爾米特藉由以作為兩個多項式比值得有理函數而非多項式逼近{\displaystyle e^{x}}的方式，拓展了傅立葉的結果；特別地，他選取了多項式{\displaystyle A(x)}和{\displaystyle B(x)}，使得如下的輔助函數{\displaystyle R(x)}可以在{\displaystyle x=0}附近取任意小的值：
{\displaystyle R(x)=B(x)e^{x}-A(x)}
若{\displaystyle e^{r}}是個有理數，那麼{\displaystyle R(r)}也應當是個有特定整數分母的有理數；而埃爾米特證明說{\displaystyle R(r)}可以任意小，以致無法取任何的整數分母，並因此得到矛盾。

### 埃爾米特對e是超越數的證明
在證明{\displaystyle e}是超越數時，埃爾米特將他的結果推進一步，在其中他不只估計{\displaystyle e^{x}}的值，同時也估計了在{\displaystyle k=1,\cdots ,m}等整數時{\displaystyle e^{kx}}的值，在證明中，他假定{\displaystyle e}是{\displaystyle m}次代數數。
為了估計{\displaystyle e^{kx}}的值，他以下式定義了輔助函數{\displaystyle R_{k}(x)}，其中{\displaystyle A_{k}(x)/B(x)}是分母相同的整係數有理函數：
{\displaystyle R_{k}(x)=B(x)e^{kx}-A_{k}(x)}
在導出矛盾方面，埃爾米特首先假定說{\displaystyle e}滿足整係數多項式等式{\displaystyle a_{0}+a_{1}e+\cdots +a_{m}e^{m}=0}，將此表達式乘以{\displaystyle B(1)}，他注意到說這會推導出下式：
{\displaystyle R=a_{0}+a_{1}R_{1}(1)+\cdots +a_{m}R_{m}(1)=a_{1}A_{1}(1)+\cdots +a_{m}A_{m}(1).}
其中右手邊的部分會是一個整數，因此藉由估計輔助函數的值並證明{\displaystyle 0<\left|R\right|<1}以得到需要的矛盾。

## 起自鴿巢原理的輔助函數
上述的輔助函數都可特地構造出來並加以計算和運用；不過在二十世紀，阿克塞爾·圖厄和卡爾·路德维希·西格爾做出了突破，顯示說不一定要將相關函數構造出來，有時知道有這樣的函數，且這些函數有特定性質就夠了。利用鴿巢原理，圖厄和西格爾先後證明了說會有輔助函數有特定性質，像例如會有在許多不同點為零，或在較小的點集合之上有高次零的輔助函數；不僅如此，他們還證明了說構造這樣的函數而不至於讓函數變得太大，是有可能的。他們的輔助函數並非特地構造出來的，但藉由知道某些帶有特定性質的函數存在這點，他們簡化了許多十九世紀的超越性證明，並給出了一些新的結果。
這方法為其他數學家所用，其中亞歷山大·格爾豐德和西奧多·施耐德利用這方法，獨立證明了格爾豐德-施奈德定理。艾倫·貝克也在1960年代以此方法證明了他在對數線性型式方面的工作，而這即是貝克定理。
其他一些1960年代後用此方法的例子如下：

### 輔助多項式定理
設{\displaystyle \beta }為等式{\displaystyle ax^{3}+bx^{3}=c}中{\displaystyle b/a}的立方根，並設{\displaystyle m}為滿足{\displaystyle m+1>2n/3\geq m\geq 3}的整數，其中{\displaystyle n}為一個正整數。
那麼有
{\displaystyle F(X,Y)=P(X)+Y*Q(X)}
使得
{\displaystyle \sum _{i=0}^{m+n}u_{i}X^{i}=P(X)}
且
{\displaystyle \sum _{i=0}^{m+n}v_{i}X^{i}=Q(X)}
輔助多項式定理則表明
{\displaystyle \max _{0\leq i\leq m+n}{(|u_{i}|,|v_{i}|)}\leq 2b^{9(m+n)}}

### 蘭氏定理
1960年代，塞爾日·蘭利用非特定構造出來的輔助函數證明了一個結果。從這結果可同時推得林德曼-魏尔斯特拉斯定理和格爾豐德-施奈德定理。這定理關乎數域{\displaystyle \mathrm {K} }和階至多為{\displaystyle \rho }的亞純函數{\displaystyle f_{1},\cdots ,f_{N}}，且其中至少兩個函數彼此代數獨立，且其中若對其中一個函數進行微分，那其結果對所有的函數都會是一個多項式。
在這些假設下，這定理指稱若有{\displaystyle m}個相異的複數{\displaystyle \omega _{1},\cdots ,\omega _{m}}使得對於任意的{\displaystyle i}和{\displaystyle j}而言，{\displaystyle f_{i}(\omega _{j})}都在{\displaystyle \mathrm {K} }中，那麼{\displaystyle m}會有以下上界：
{\displaystyle m\leq 20\rho [K:\mathbb {Q} ]}
為了證明此點，蘭氏從{\displaystyle \omega _{1},\cdots ,\omega _{m}}中選出兩個彼此代數獨立的函數{\displaystyle f}和{\displaystyle g}，並因此構造出一個以{\displaystyle f}和{\displaystyle g}表示的多項式{\displaystyle F}作為輔助函數。這個輔助函數無法被明確地表明，而這是因為{\displaystyle f}和{\displaystyle g}的形式也並非明確已知的之故；然而利用西格爾引理，蘭氏證明了如何構造出一個在{\displaystyle m}個複數{\displaystyle \omega _{1},\cdots ,\omega _{m}}上會高次消失的的函數。由於這高次消失的性質之故，因此可證明說{\displaystyle F}的高次微分的數值會取決於{\displaystyle \omega _{i}}中某個「大小」較小的數字。此處的「大小」指的是一個數的代數性質。利用最大模原理，蘭氏也發現了一個估計{\displaystyle F}的微分的絕對值的獨立方法；同時藉由以標準結果來比較一個數及其絕對值得方式，他證明了說除非{\displaystyle m}滿足上述界限，不然這些估計會彼此矛盾。

## 插值行列式
在使用存在但不被明確構造出來的輔助函數的方法獲得了許多成功後，在1990年代，Michel Laurent引介了插值行列式的想法。這些行列式是交替行列式（alternant），也就是有如下形式的行列式：
{\displaystyle {\mathcal {M}}=\left(\varphi _{i}(\zeta _{j})\right)_{1\leq i,j\leq N}}
其中{\displaystyle \varphi _{i}}是一組以{\displaystyle \xi _{i}}這組點插值的函數。
由於行列式本質就僅僅是以矩陣表示的多項式之故，因此這些輔助方程可以解析方法研究。此方法的一個問題是在可對相關矩陣動工前，要如何選擇基底，而Jean-Benoît Bost使用Arakelov理論對此做出的發展解決了這問題，而這領域的研究當今依舊進行中。以下例子給出了如何使用此方法的想法：

### 埃爾米特-林德曼定理的證明
一個此方法較簡單的應用，是以此證明實數版的林德曼-魏尔斯特拉斯定理，也就是「若{\displaystyle \alpha }是一個非零的實代數數，那麼{\displaystyle e^{\alpha }}會是一個超越數」的定理。
首先，設{\displaystyle k}為自然數，並設{\displaystyle n}為{\displaystyle k}的大倍數。此狀況下所考慮的插值行列式，是一個衍生自如下{\displaystyle n^{4}\times n^{4}}矩陣的行列式{\displaystyle \Delta }：
{\displaystyle \left(\{\exp(j_{2}x)x^{j_{1}-1}\}^{(i_{1}-1)}{\Big |}_{x=(i_{2}-1)\alpha }\right)}
這矩陣橫行的元素的指標為{\displaystyle 1\leq i_{1}\leq n^{4}/k}以及{\displaystyle 1\leq i_{2}\leq k}；而其直列的指標則為{\displaystyle 1\leq j_{1}\leq n^{3}}以及{\displaystyle 1\leq j_{2}\leq n}。故矩陣中的函數為{\displaystyle x}和{\displaystyle e^{x}}的單項式及其微分，並在{\displaystyle 0,\alpha ,2\alpha ,\cdots ,(k-1)\alpha }等{\displaystyle k}個點進行插值。
假定{\displaystyle e^{\alpha }}是一個代數數，那就可構造一個有理數{\displaystyle \mathrm {Q} }上次數為{\displaystyle m}的數域{\displaystyle \mathrm {Q} (\alpha ,e^{\alpha })}，之後將{\displaystyle \Delta }及其所有將{\displaystyle \mathrm {Q} (\alpha ,e^{\alpha })}這個域嵌入到{\displaystyle \mathrm {C} }中的映射的像全數乘以適當的分母。由於代數理由，這乘積必然是一個整數，之後用朗斯基行列式相關的論證，可證明說這數不會是零，故其絕對值{\displaystyle \Omega \geq 1}會是一個整數。
利用中值定理在矩陣上的版本，可得{\displaystyle \Omega }的解析界限，實際上若用大O符號表示，有
{\displaystyle \Omega =O\left(\exp \left(\left({\frac {m+1}{k}}-{\frac {3}{2}}\right)n^{8}\log n\right)\right).}
{\displaystyle m}的值取決於數域{\displaystyle \mathrm {Q} (\alpha ,e^{\alpha })}的次數，但{\displaystyle k}是插值點的個數，因此可自由增減；而在{\displaystyle k>2(m+1)/3}的狀況下，可得{\displaystyle \Omega \to 0}，但這與先前得出的條件{\displaystyle \Omega \geq 1}相矛盾，故{\displaystyle e^{\alpha }}不能是一個代數數。

## 註解
1. ↑  Waldschmidt (2008).
2. ↑  Liouville (1844).
3. ↑  Hermite (1873).
4. ↑  Thue  (1977) and Siegel (1929).
5. ↑  Siegel (1932).
6. ↑  Gel'fond (1934) and Schneider (1934).
7. ↑  Baker and Wüstholz (2007).
8. ↑  Lang (1966).
9. ↑  Laurent (1991).
10. ↑  Bost (1996).
11. ↑  此證明改編自Pila在1993年的文章。